# Папилайа, Эрик
Эрик Папилайа (нем. Eric Papilaya; род. 9 июня 1978) — австрийский певец и композитор индонезийского происхождения, участник музыкальных конкурсов Starmania и Евровидение-2007.
В 2007 певец вошёл в первую пятёрку финалистов популярного австрийского песенного конкурса Starmania.
В 2007 как участник от Австрии выступил на Евровидении с песней «Get a Life — Get Alive», и занял предпоследнее место в полуфинале, тем самым не пройдя в финал. После неудачного выступления музыканта Австрия бойкотировала Евровидение до 2011.

## Дискография

### Синглы
- Get A Life — Get Alive (2007)
- Kinder (2007)
- All I Know (2008)